# Prostitutie Informatie Centrum

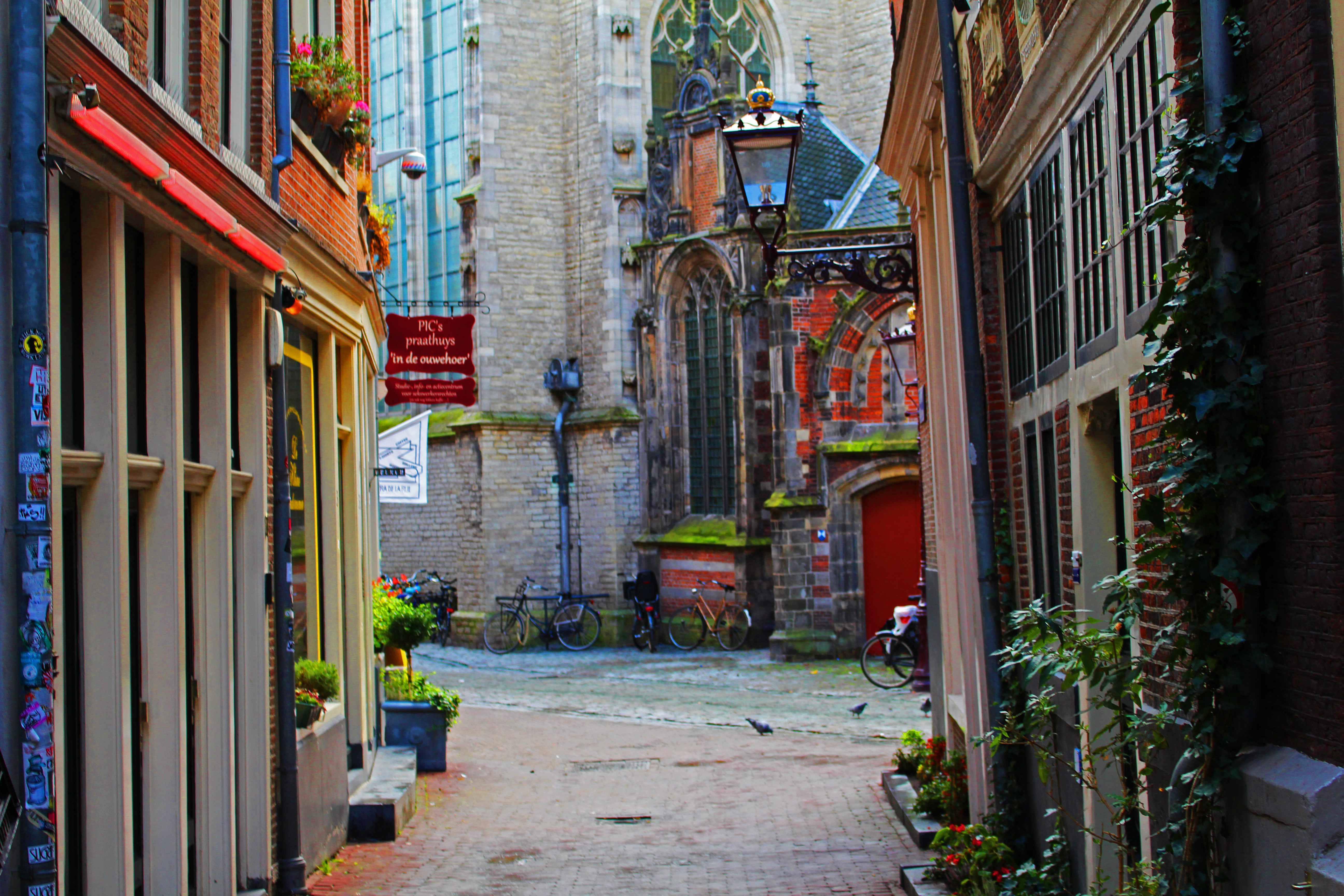
Enge Kerksteeg en de Oude Kerk in Amsterdam, met het Prostitutie Informatie Centrum (PIC) links op de hoek van de straat.

Het Prostitutie Informatie Centrum (PIC) is sinds 1994 gevestigd in het hart van Amsterdam, op de Wallen, vlakbij de Oude Kerk. Het PIC fungeert als een educatief centrum en een bron van informatie en advies aan bezoekers van Amsterdam over sekswerk. Daarnaast heeft het PIC een rol als vergader- en actielocatie voor sekswerkers en anderen die zich inzetten voor het welzijn en de rechten van sekswerkers in Amsterdam en Nederland. 
In oktober 2000 werd het bordeelverbod in Nederland opgeheven al was sekswerk zelf al veel langer legaal in Amsterdam. Toch zijn er nog veel misverstanden over sekswerkbeleid en werkelijkheid. Als gevolg hiervan ervaren sekswerkers, naast beperkende regelgeving, veel sociaal stigma en discriminatie. Het doel van het PIC is om een deel van die misverstanden weg te nemen door bezoekers te voorzien van juiste informatie over prostitutie.
Het PIC is de eigenaar van het standbeeld van een sekswerker op het Oudekerksplein in Amsterdam genaamd Belle. 

## Oprichter: Mariska Majoor

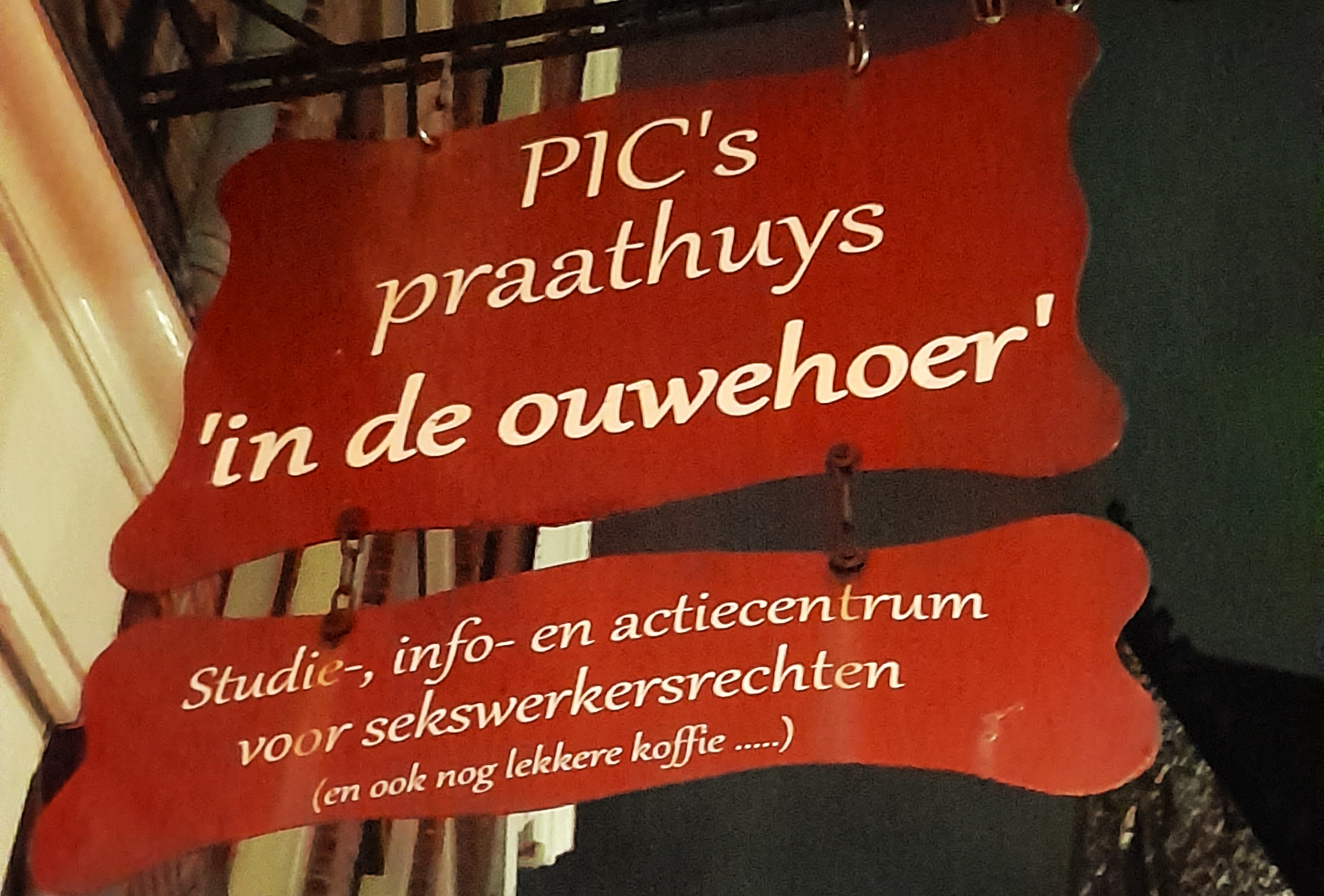
PIC uithangbord: "Studie-, info- en actiecentrum voor de rechten van sekswerkers (en lekkere koffie...)"

Het PIC werd in augustus 1994 opgericht door voormalig sekswerker Mariska Majoor.  Majoor werkte hiervoor onder andere achter de ramen op de Wallen in Amsterdam. Op 26 augustus 2016 nam Majoor om gezondheidsredenen afscheid van haar rol in het PIC.
Majoor richtte het PIC op om mensen te informeren over sekswerk in Amsterdam en zo bij te dragen aan het tegengaan van vooroordelen en discrimatie. Majoor zegt hier in 2021 zelf over: "Toen ik zelf achter het raam stond, stoorde ik me vaak aan de niet-begrijpende en denigrerende blikken van voorbijgangers. Ik denk dat voorlichting geven over het oudste beroep van de wereld veel (negatieve) vooroordelen weg kan nemen. En dat is nog steeds hard nodig." Het doel van het PIC, dat is opgericht als stichting, is dan ook om een toegankelijke plek te bieden waar mensen antwoord kunnen krijgen op al hun sekswerkgerelateerde vragen. Waar dat relevant is, verwijst het PIC ook door naar andere deskundige organisaties of hulpverleners.

## Activiteiten

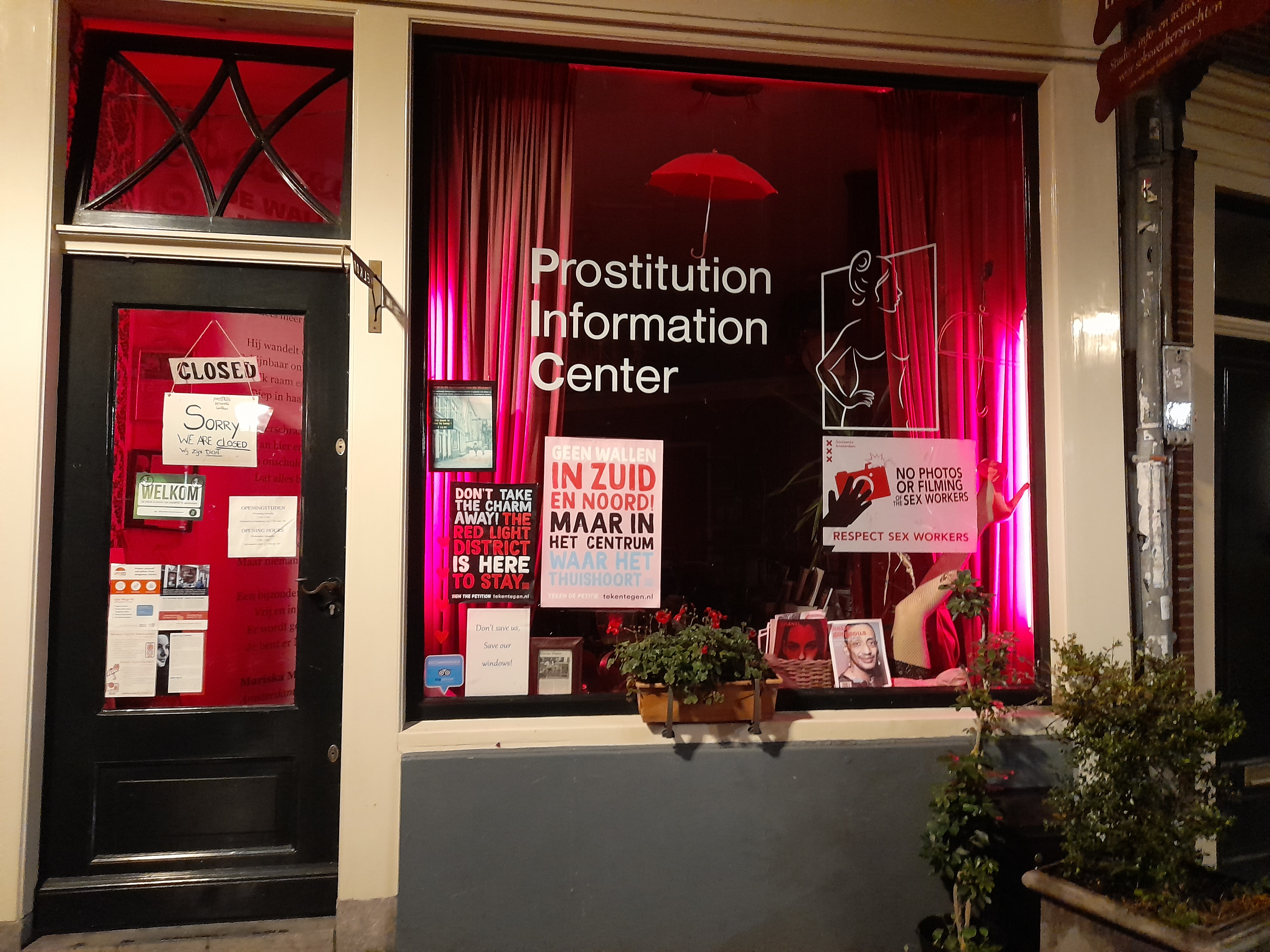
Het Prostitutie Informatie Centrum (PIC) op de Wallen in Amsterdam (2023)

In de loop der jaren heeft het PIC gefunctioneerd als informatiebalie, winkel (met onder meer seksspeeltjes, boeken en brochures over veelgestelde vragen over sekswerk), bibliotheek, workshopruimte, minimuseum, kunstgalerie en actiecentrum.
Majoor en later andere vertegenwoordigers van de stichting spreken in het PIC met de pers, beantwoorden vragen van voorbijgangers, adviseren sekswerkers en organiseren lezingen en wandelingen door de rosse buurt. In 2007 verstrekte Majoor en enkele andere (voormalige) sekswerkers in het PIC informatie over sekswerk, vanuit het perspectief van sekswerkers, aan ongeveer 22.000 bezoekers.  Vroeger gaf het PIC veel rondleidingen op de Wallen, maar dat is vanaf 1 januari 2020 door de gemeente verboden om overlast tegen te gaan. Sindsdien krijgen bezoekers een korte lezing in het PIC met mogelijkheden vragen te stellen en daarna een advies voor een route die ze zelf kunnen wandelen op de Wallen.
Bezoekers van het PIC kunnen er boeken vinden over de Wallen en over sekswerk, zowel in het Nederlands als in het Engels. 
In 2022 werkte het PIC mee met de House of Hiv expositie waarmee 40 jaar gemeenschapsinitiatieven in Nederland op het gebied van HIV en AIDS onder de aandacht werd gebracht.